# Sabicea
Genre
Sabicea est un genre botanique de la famille des Rubiaceae.

## Liste des variétés, sous-espèces et espèces
Selon BioLib (28 juillet 2017) :
- Sabicea cinerea Aubl.
- Sabicea villosa Willd. ex Roemer & J.A. Schultes

Selon Catalogue of Life (28 juillet 2017) :
- Sabicea acuminata Baker
- Sabicea amazonensis Wernham
- Sabicea amomii Wernham
- Sabicea angustifolia Boivin ex Wernham
- Sabicea apocynacea (K.Schum.) Razafim., B.Bremer, Liede & Saleh A.Kha
- Sabicea arachnoidea Hutch. & Dalziel
- Sabicea arborea K.Schum.
- Sabicea aristeguietae Steyerm.
- Sabicea aspera Aubl.
- Sabicea asperula (Ball) Wernham
- Sabicea aurifodinae (N.Hallé) Razafim., B.Bremer, Liede & Saleh A.Khan
- Sabicea bariensis Steyerm.
- Sabicea batesii Wernham
- Sabicea becquetii (N.Hallé) Razafim., B.Bremer, Liede & Saleh A.Khan
- Sabicea bequaertii De Wild.
- Sabicea bigerrica N.Hallé
- Sabicea boliviensis Wernham
- Sabicea brachiata Wernham
- Sabicea brachycalyx Steyerm.
- Sabicea bracteolata Wernham
- Sabicea brasiliensis Wernham
- Sabicea brevipes Wernham
- Sabicea burchellii Wernham
- Sabicea calophylla Aspl.
- Sabicea calycina Benth.
- Sabicea cameroonensis Wernham
- Sabicea caminata N.Hallé
- Sabicea camporum Sprague
- Sabicea cana Hook.f.
- Sabicea capitellata Benth.
- Sabicea carbunica N.Hallé
- Sabicea cauliflora Hiern
- Sabicea ceylanica Puff
- Sabicea chocoana C.M.Taylor
- Sabicea cinerea Aubl.
- Sabicea composita Wernham
- Sabicea congensis Wernham
- Sabicea cordata Hutch. & Dalziel
- Sabicea cruciata Wernham
- Sabicea cuneata Rusby
- Sabicea dewevrei De Wild. & T.Durand
- Sabicea dewildemaniana Wernham
- Sabicea dinklagei K.Schum.
- Sabicea discolor Stapf
- Sabicea diversifolia Pers.
- Sabicea dubia Wernham
- Sabicea duparquetiana Baill. ex Wernham
- Sabicea entebbensis Wernham
- Sabicea erecta Rusby
- Sabicea exellii G.Taylor
- Sabicea ferruginea (G.Don) Benth.
- Sabicea flagenioides Wernham
- Sabicea floribunda K.Schum.
- Sabicea fulva Wernham
- Sabicea fulvovenosa R.D.Good
- Sabicea gabonica (Hiern) Hepper
- Sabicea geantha Hiern
- Sabicea geophiloides Wernham
- Sabicea gigantea Wernham
- Sabicea gigantostipula K.Schum.
- Sabicea gilletii De Wild.
- Sabicea glabrescens Benth.
- Sabicea globifera Hutch. & Dalziel
- Sabicea glomerata Wernham
- Sabicea goossensii De Wild.
- Sabicea gracilis Wernham
- Sabicea grandifolia Steyerm.
- Sabicea grisea Cham. & Schltdl.
- Sabicea harleyae Hepper
- Sabicea hierniana Wernham
- Sabicea hirta Sw.
- Sabicea humilis S.Moore
- Sabicea ingrata K.Schum.
- Sabicea johnstonii K.Schum. ex Wernham
- Sabicea klugii Standl.
- Sabicea lanata Hepper
- Sabicea lanuginosa Wernham
- Sabicea laxa Wernham
- Sabicea leucocarpa (K.Krause) Mildbr.
- Sabicea liberica Hepper
- Sabicea liesneri Steyerm.
- Sabicea longepetiolata De Wild.
- Sabicea loxothyrsus K.Schum. & Dinkl. ex Stapf
- Sabicea marojejyensis Razafim. & J.S.Mill.
- Sabicea mattogrossensis Wernham
- Sabicea medusula K.Schum. ex Wernham
- Sabicea mexicana Wernham
- Sabicea mildbraedii Wernham
- Sabicea mollis K.Schum. ex Wernham
- Sabicea mollissima Benth. ex Wernham
- Sabicea morillorum Steyerm.
- Sabicea mortehanii De Wild.
- Sabicea multibracteata J.B.Hall
- Sabicea najatrix N.Hallé
- Sabicea neglecta Hepper
- Sabicea nobilis R.D.Good
- Sabicea novogranatensis K.Schum.
- Sabicea oblongifolia (Miq.) Steyerm.
- Sabicea orientalis Wernham
- Sabicea panamensis Wernham
- Sabicea parva Wernham
- Sabicea parviflora K.Schum. ex Wernham
- Sabicea pearcei Wernham
- Sabicea pedicellata Wernham
- Sabicea pilosa Hiern
- Sabicea proselyta (N.Hallé) Razafim., B.Bremer, Liede & Saleh A.Khan
- Sabicea pseudocapitellata Wernham
- Sabicea purpurea A.Rich.
- Sabicea pyramidalis L.Andersson
- Sabicea romboutsii Bremek.
- Sabicea rosea Hoyle
- Sabicea rufa Wernham
- Sabicea sanguinosa (N.Hallé) Razafim., B.Bremer, Liede & Saleh A.Khan
- Sabicea sastrei Steyerm.
- Sabicea schaeferi Wernham
- Sabicea schumanniana Buttner
- Sabicea segregata Hiern
- Sabicea setiloba Wernham
- Sabicea seua Wernham
- Sabicea smithii Wernham
- Sabicea solitaria J.B.Hall
- Sabicea speciosa K.Schum.
- Sabicea speciosissima K.Schum.
- Sabicea stellaris Dwyer
- Sabicea sthenula (N.Hallé) Razafim., B.Bremer, Liede & Saleh A.Khan
- Sabicea stipularioides Wernham
- Sabicea subinvolucrata Wernham
- Sabicea surinamensis Bremek.
- Sabicea talbotii Wernham
- Sabicea tchapensis K.Krause
- Sabicea thomensis Joffroy
- Sabicea thyrsiflora L.Andersson
- Sabicea tillettii Steyerm.
- Sabicea tomentosa A.Rich.
- Sabicea trailii Wernham
- Sabicea trianae Wernham
- Sabicea trigemina K.Schum.
- Sabicea umbellata (Ruiz & Pav.) Pers.
- Sabicea urbaniana Wernham
- Sabicea urceolata Hepper
- Sabicea velutina Benth.
- Sabicea venezuelensis Steyerm.
- Sabicea venosa Benth.
- Sabicea verticillata Wernham
- Sabicea villosa Willd. ex Schult.
- Sabicea vogelii Benth.
- Sabicea xanthotricha Wernham

Selon ITIS (28 juillet 2017) :
- Sabicea cinerea Aubl.
- Sabicea villosa Willd. ex Roem. & Schult.

Selon World Checklist of Selected Plant Families (WCSP) (28 juillet 2017) :
- Sabicea acuminata Baker, J. Linn. Soc. (1890)
- Sabicea amazonensis Wernham (1914)
- Sabicea amomii Wernham (1919)
- Sabicea angustifolia Boivin ex Wernham (1914)
- Sabicea apocynacea (K.Schum.) Razafim., B.Bremer, Liede & Saleh A.Khan (2008)
- Sabicea arachnoidea Hutch. & Dalziel (1931)
- Sabicea arborea K.Schum. (1899)
- Sabicea aristeguietae Steyerm. (1967)
- Sabicea aspera Aubl. (1775)
- Sabicea asperula (Ball) Wernham (1914)
- Sabicea aurifodinae (N.Hallé) Razafim., B.Bremer, Liede & Saleh A.Khan (2008)
- Sabicea bariensis Steyerm. (1988)
- Sabicea batesii Wernham (1914)
- Sabicea becquetii (N.Hallé) Razafim., B.Bremer, Liede & Saleh A.Khan (2008)
- Sabicea bequaertii De Wild. (1923)
- Sabicea bigerrica N.Hallé (1966)
- Sabicea boliviensis Wernham (1914)
- Sabicea brachiata Wernham (1914)
- Sabicea brachycalyx Steyerm. (1967)
- Sabicea bracteolata Wernham (1914)
- Sabicea brasiliensis Wernham (1914)
- Sabicea brevipes Wernham (1914)
- Sabicea bullata Zemagho, O.Lachenaud & Sonké (2014)
- Sabicea burchellii Wernham (1914)
- Sabicea calophylla Aspl. (1932)
- Sabicea calycina Benth. (1849)
- Sabicea cameroonensis Wernham (1914)
- Sabicea caminata N.Hallé (1966)
- Sabicea camporum Sprague (1904)
- Sabicea cana Hook.f. (1840)
- Sabicea capitellata Benth. (1849)
- Sabicea carbunica N.Hallé (1966)
- Sabicea cauliflora Hiern (1877)
- Sabicea ceylanica Puff (1997 publ. 1998)
- Sabicea chocoana C.M.Taylor (2002)
- Sabicea cinerea Aubl. (1775)
- Sabicea composita Wernham (1914)
- Sabicea congensis Wernham (1918)
- Sabicea cordata Hutch. & Dalziel (1931)
- Sabicea cruciata Wernham (1914)
- Sabicea cuneata Rusby (1896)
- Sabicea dewevrei De Wild. & T.Durand, Ann. Mus. Congo Belge, Bot., sér. 3 (1901)
- Sabicea dewildemaniana Wernham (1914)
- Sabicea dinklagei K.Schum. (1896)
- Sabicea discolor Stapf, J. Linn. Soc. (1905)
- Sabicea diversifolia Pers. (1805)
- Sabicea dubia Wernham (1914)
- Sabicea duparquetiana Baill. ex Wernham (1914)
- Sabicea entebbensis Wernham (1914)
- Sabicea erecta Rusby (1912)
- Sabicea exellii G.Taylor (1944)
- Sabicea ferruginea (G.Don) Benth. (1849)
- Sabicea flagenioides Wernham (1914)
- Sabicea floribunda K.Schum. (1896)
- Sabicea fulva Wernham (1914)
- Sabicea fulvovenosa R.D.Good (1923)
- Sabicea gabonica (Hiern) Hepper (1958)
- Sabicea geantha Hiern (1877)
- Sabicea geophiloides Wernham (1913)
- Sabicea gigantea Wernham (1914)
- Sabicea gigantostipula K.Schum. (1903)
- Sabicea gilletii De Wild., Ann. Mus. Congo Belge, Bot., sér. 5 (1903)
- Sabicea glabrescens Benth. (1841)
- Sabicea globifera Hutch. & Dalziel (1931)
- Sabicea glomerata Wernham (1914)
- Sabicea golgothae O.Lachenaud & Zemagho (2015)
- Sabicea goossensii De Wild. (1923)
- Sabicea gracilis Wernham (1914)
  - variété Sabicea gracilis var. gracilis
  - variété Sabicea gracilis var. microcalyx R.D.Good (1926)
- Sabicea grandifolia Steyerm. (1974)
- Sabicea grisea Cham. & Schltdl. (1829)
- Sabicea harleyae Hepper (1958)
- Sabicea hierniana Wernham (1914)
- Sabicea hirta Sw. (1788)
- Sabicea humilis S.Moore, Trans. Linn. Soc. London (1895)
- Sabicea ingrata K.Schum. (1892)
  - variété Sabicea ingrata var. ingrata
  - variété Sabicea ingrata var. insularis (Wernham) Joffroy (2001 publ. 2002)
- Sabicea johnstonii K.Schum. ex Wernham (1914)
- Sabicea klugii Standl., Publ. Field Columb. Mus. (1936)
- Sabicea lanata Hepper (1958)
- Sabicea lanuginosa Wernham (1914)
- Sabicea laxa Wernham (1914)
- Sabicea leucocarpa (K.Krause) Mildbr., Wiss. Erg. Zweit. Deut. Zentr.-Afr. Exped. (1922)
- Sabicea liberica Hepper (1958)
- Sabicea liesneri Steyerm. (1981)
- Sabicea longepetiolata De Wild., Ann. Mus. Congo Belge, Bot., sér. 5 (1903)
- Sabicea loxothyrsus K.Schum. & Dinkl. ex Stapf (1906)
- Sabicea mabouniensis O.Lachenaud & Zemagho (2015)
- Sabicea marojejyensis Razafim. & J.S.Mill., Adansonia, sér. 3 (1999)
- Sabicea mattogrossensis Wernham (1914)
- Sabicea medusula K.Schum. ex Wernham (1914)
- Sabicea mexicana Wernham (1914)
- Sabicea mildbraedii Wernham (1914)
- Sabicea mollis K.Schum. ex Wernham (1914)
- Sabicea mollissima Benth. ex Wernham (1914)
- Sabicea morillorum Steyerm. (1974)
- Sabicea mortehanii De Wild. (1923)
- Sabicea multibracteata J.B.Hall (1980)
- Sabicea najatrix N.Hallé (1966)
- Sabicea neglecta Hepper (1960)
- Sabicea nobilis R.D.Good (1923)
- Sabicea novogranatensis K.Schum. (1889)
- Sabicea oblongifolia (Miq.) Steyerm. (1967)
- Sabicea orientalis Wernham (1914)
- Sabicea panamensis Wernham (1914)
- Sabicea parva Wernham (1914)
- Sabicea parviflora K.Schum. ex Wernham (1914)
- Sabicea pearcei Wernham (1914)
- Sabicea pedicellata Wernham (1913)
- Sabicea pilosa Hiern (1877)
- Sabicea proselyta (N.Hallé) Razafim., B.Bremer, Liede & Saleh A.Khan (2008)
- Sabicea pseudocapitellata Wernham (1914)
- Sabicea purpurea A.Rich. (1830)
- Sabicea pyramidalis L.Andersson (1999)
- Sabicea romboutsii Bremek. (1936)
- Sabicea rosea Hoyle (1935)
- Sabicea rufa Wernham (1914)
- Sabicea sanguinosa (N.Hallé) Razafim., B.Bremer, Liede & Saleh A.Khan (2008)
- Sabicea sastrei Steyerm. (1981)
- Sabicea schaeferi Wernham (1914)
- Sabicea schumanniana Büttner (1889)
- Sabicea segregata Hiern (1877)
- Sabicea setiloba Wernham (1914)
- Sabicea seua Wernham (1914)
- Sabicea smithii Wernham (1914)
- Sabicea solitaria J.B.Hall (1980)
- Sabicea speciosa K.Schum. (1896)
- Sabicea speciosissima K.Schum. (1903)
- Sabicea stellaris Dwyer (1980)
- Sabicea sthenula (N.Hallé) Razafim., B.Bremer, Liede & Saleh A.Khan (2008)
- Sabicea stipularioides Wernham (1914)
- Sabicea subinvolucrata Wernham (1914)
- Sabicea surinamensis Bremek. (1936)
- Sabicea talbotii Wernham (1913)
- Sabicea tchapensis K.Krause (1912)
- Sabicea thomensis Joffroy (2001)
- Sabicea thyrsiflora L.Andersson (1999)
- Sabicea tillettii Steyerm. (1975)
- Sabicea tomentosa A.Rich. (1830)
- Sabicea trailii Wernham (1914)
- Sabicea trianae Wernham (1914)
- Sabicea trigemina K.Schum. (1899)
- Sabicea umbellata (Ruiz & Pav.) Pers. (1805)
- Sabicea urbaniana Wernham (1914)
- Sabicea urceolata Hepper (1958)
- Sabicea urniformis Zemagho, O.Lachenaud & Sonké (2014)
- Sabicea velutina Benth. (1841)
  - sous-espèce Sabicea velutina subsp. chimantensis Steyerm. (1967)
  - sous-espèce Sabicea velutina subsp. duidensis Steyerm. (1967)
  - sous-espèce Sabicea velutina subsp. velutina
- Sabicea venezuelensis Steyerm. (1967)
- Sabicea venosa Benth. (1849)
- Sabicea verticillata Wernham (1914)
- Sabicea villosa Willd. ex Schult. (1819)
- Sabicea vogelii Benth. (1849)
- Sabicea xanthotricha Wernham (1913)

Selon NCBI (28 juillet 2017) :
- Sabicea acuminata
- Sabicea africana
- Sabicea amazonensis
- Sabicea angolensis
- Sabicea aspera
- Sabicea aurifodinae
- Sabicea batesii
- Sabicea becquetii
- Sabicea bigerrica
- Sabicea brevipes
- Sabicea bullata
- Sabicea calycina
- Sabicea caminata
- Sabicea cana
- Sabicea capitellata
- Sabicea carbunica
- Sabicea ceylanica
- Sabicea chocoana
- Sabicea cinerea
- Sabicea congensis
- Sabicea cuneata
- Sabicea dewevrei
- Sabicea dinklagei
- Sabicea discolor
- Sabicea diversifolia
- Sabicea duparquetiana
- Sabicea efulenensis
- Sabicea erecta
- Sabicea exellii
- Sabicea ferruginea
- Sabicea floribunda
- Sabicea fulva
- Sabicea gabonica
- Sabicea gigantostipula
- Sabicea gilletii
- Sabicea glabrescens
- Sabicea gracilis
- Sabicea harleyae
- Sabicea hierniana
- Sabicea humilis
- Sabicea ingrata
  - variété Sabicea ingrata var. ingrata
- Sabicea johnstonii
- Sabicea laxa
- Sabicea longipetiolata
- Sabicea mattogrossensis
- Sabicea medusula
- Sabicea mexicana
- Sabicea mollis
- Sabicea najatrix
- Sabicea nobilis
- Sabicea orientalis
- Sabicea panamensis
- Sabicea pedicellata
- Sabicea pilosa
- Sabicea proselyta
- Sabicea pyramidalis
- Sabicea rosea
- Sabicea rufa
- Sabicea segregata
- Sabicea seua
- Sabicea speciosa
- Sabicea sthenula
- Sabicea tayloriae
- Sabicea tchapensis
- Sabicea thomensis
- Sabicea thyrsiflora
- Sabicea urbaniana
- Sabicea urceolata
- Sabicea urniformis
- Sabicea velutina
- Sabicea venezuelensis
- Sabicea venosa
- Sabicea villosa
- Sabicea vogelii
- Sabicea xanthotricha

Selon The Plant List (28 juillet 2017) :
- Sabicea acuminata Baker
- Sabicea amazonensis Wernham
- Sabicea amomii Wernham
- Sabicea angustifolia Boivin ex Wernham
- Sabicea apocynacea (K.Schum.) Razafim., B.Bremer, Liede & Saleh A.Khan
- Sabicea arachnoidea Hutch. & Dalziel
- Sabicea arborea K.Schum.
- Sabicea aristeguietae Steyerm.
- Sabicea aspera Aubl.
- Sabicea asperula (Ball) Wernham
- Sabicea aurifodinae (N.Hallé) Razafim., B.Bremer, Liede & Saleh A.Khan
- Sabicea bariensis Steyerm.
- Sabicea batesii Wernham
- Sabicea becquetii (N.Hallé) Razafim., B.Bremer, Liede & Saleh A.Khan
- Sabicea bequaertii De Wild.
- Sabicea bigerrica N.Hallé
- Sabicea boliviensis Wernham
- Sabicea brachiata Wernham
- Sabicea brachycalyx Steyerm.
- Sabicea bracteolata Wernham
- Sabicea brasiliensis Wernham
- Sabicea brevipes Wernham
- Sabicea burchellii Wernham
- Sabicea calophylla Aspl.
- Sabicea calycina Benth.
- Sabicea cameroonensis Wernham
- Sabicea caminata N.Hallé
- Sabicea camporum Sprague
- Sabicea cana Hook.f.
- Sabicea capitellata Benth.
- Sabicea carbunica N.Hallé
- Sabicea cauliflora Hiern
- Sabicea ceylanica Puff
- Sabicea chocoana C.M.Taylor
- Sabicea cinerea Aubl.
- Sabicea composita Wernham
- Sabicea congensis Wernham
- Sabicea cordata Hutch. & Dalziel
- Sabicea cruciata Wernham
- Sabicea cuneata Rusby
- Sabicea dewevrei De Wild. & T.Durand
- Sabicea dewildemaniana Wernham
- Sabicea dinklagei K.Schum.
- Sabicea discolor Stapf
- Sabicea diversifolia Pers.
- Sabicea domingensis Urb. & Ekman
- Sabicea dubia Wernham
- Sabicea duparquetiana Baill. ex Wernham
- Sabicea entebbensis Wernham
- Sabicea erecta Rusby
- Sabicea exellii G.Taylor
- Sabicea ferruginea (G.Don) Benth.
- Sabicea flagenioides Wernham
- Sabicea floribunda K.Schum.
- Sabicea fulva Wernham
- Sabicea fulvovenosa R.D.Good
- Sabicea gabonica (Hiern) Hepper
- Sabicea geantha Hiern
- Sabicea geophiloides Wernham
- Sabicea gigantea Wernham
- Sabicea gigantostipula K.Schum.
- Sabicea gilletii De Wild.
- Sabicea glabrescens Benth.
- Sabicea globifera Hutch. & Dalziel
- Sabicea glomerata Wernham
- Sabicea goossensii De Wild.
- Sabicea gracilis Wernham
- Sabicea grandifolia Steyerm.
- Sabicea grisea Cham. & Schltdl.
- Sabicea harleyae Hepper
- Sabicea hierniana Wernham
- Sabicea hirta Sw.
- Sabicea humilis S.Moore
- Sabicea ingrata K.Schum.
- Sabicea johnstonii K.Schum. ex Wernham
- Sabicea klugii Standl.
- Sabicea lanata Hepper
- Sabicea lanuginosa Wernham
- Sabicea laxa Wernham
- Sabicea leucocarpa (K.Krause) Mildbr.
- Sabicea liberica Hepper
- Sabicea liesneri Steyerm.
- Sabicea longipetiolata De Wild.
- Sabicea loxothyrsus K.Schum. & Dinkl. ex Stapf
- Sabicea marojejyensis Razaf. & J.S.Mill.
- Sabicea mattogrossensis Wernham
- Sabicea medusula K.Schum. ex Wernham
- Sabicea mexicana Wernham
- Sabicea mildbraedii Wernham
- Sabicea mollis K.Schum. ex Wernham
- Sabicea mollissima Benth. ex Wernham
- Sabicea morillorum Steyerm.
- Sabicea mortehanii De Wild.
- Sabicea multibracteata J.B.Hall
- Sabicea najatrix N.Hallé
- Sabicea neglecta Hepper
- Sabicea nobilis R.D.Good
- Sabicea novogranatensis K.Schum.
- Sabicea oblongifolia (Miq.) Steyerm.
- Sabicea orientalis Wernham
- Sabicea panamensis Wernham
- Sabicea parva Wernham
- Sabicea parviflora K.Schum. ex Wernham
- Sabicea pearcei Wernham
- Sabicea pedicellata Wernham
- Sabicea pilosa Hiern
- Sabicea proselyta (N.Hallé) Razafim., B.Bremer, Liede & Saleh A.Khan
- Sabicea pseudocapitellata Wernham
- Sabicea purpurea A.Rich.
- Sabicea pyramidalis L.Andersson
- Sabicea romboutsii Bremek.
- Sabicea rosea Hoyle
- Sabicea rufa Wernham
- Sabicea sanguinosa (N.Hallé) Razafim., B.Bremer, Liede & Saleh A.Khan
- Sabicea sastrei Steyerm.
- Sabicea schaeferi Wernham
- Sabicea schumanniana Büttner
- Sabicea segregata Hiern
- Sabicea setiloba Wernham
- Sabicea seua Wernham
- Sabicea smithii Wernham
- Sabicea solitaria J.B.Hall
- Sabicea speciosa K.Schum.
- Sabicea speciosissima K.Schum.
- Sabicea stellaris Dwyer
- Sabicea sthenula (N.Hallé) Razafim., B.Bremer, Liede & Saleh A.Khan
- Sabicea stipularioides Wernham
- Sabicea subinvolucrata Wernham
- Sabicea surinamensis Bremek.
- Sabicea talbotii Wernham
- Sabicea tchapensis K.Krause
- Sabicea thomensis Joffroy
- Sabicea thyrsiflora L.Andersson
- Sabicea tillettii Steyerm.
- Sabicea tomentosa A.Rich.
- Sabicea trailii Wernham
- Sabicea trianae Wernham
- Sabicea trigemina K.Schum.
- Sabicea umbellata (Ruiz & Pav.) Pers.
- Sabicea urbaniana Wernham
- Sabicea urceolata Hepper
- Sabicea velutina Benth.
- Sabicea venezuelensis Steyerm.
- Sabicea venosa Benth.
- Sabicea verticillata Wernham
- Sabicea villosa Willd. ex Schult.
- Sabicea vogelii Benth.
- Sabicea xanthotricha Wernham

Selon Tropicos (28 juillet 2017) (Attention liste brute contenant possiblement des synonymes) :
- Sabicea acuminata Baker
- Sabicea acutissima Rusby
- Sabicea adamsii Hepper
- Sabicea affinis De Wild.
- Sabicea africana (P. Beauv.) Hepper
- Sabicea amazonensis Wernham
- Sabicea ambigua Standl.
- Sabicea amomii Wernham
- Sabicea angolensis Wernham
- Sabicea angustifolia Boivin ex Wernham
- Sabicea apocynacea (K. Schum.) Razafim., B. Bremer, Liede & Saleh A.Khan
- Sabicea apocynaceum (K. Schum.) Razafim., B. Bremer, Liede & S. Aham. Khan
- Sabicea arachnoidea Hutch. & Dalziel
- Sabicea arborea K. Schum.
- Sabicea aristeguietae Steyerm.
- Sabicea aspera Aubl.
- Sabicea asperula Wernham
- Sabicea aurea (Spreng.) Steud.
- Sabicea aurifodinae (N. Hallé) Razafim., B. Bremer, Liede & S. Aham. Khan
- Sabicea bariensis Steyerm.
- Sabicea barteri Wernham
- Sabicea batesii Wernham
- Sabicea becquetii (N. Hallé) Razafim., B. Bremer, Liede & Saleh A.Khan
- Sabicea bequaertii De Wild.
- Sabicea bequetii (N. Hallé) Razafim., B. Bremer, Liede & S. Aham. Khan
- Sabicea bicarpellata K. Schum.
- Sabicea bigerrica N. Hallé
- Sabicea boliviensis Wernham
- Sabicea brachiata Wernham
- Sabicea brachycalyx Steyerm.
- Sabicea bracteolata Wernham
- Sabicea brasiliensis Wernham
- Sabicea brevipes Wernham
- Sabicea brunnea Wernham
- Sabicea bullata Zemagho, O. Lachenaud & Sonké
- Sabicea burchellii Wernham
- Sabicea calophylla Aspl.
- Sabicea calycina Benth.
- Sabicea cameroonensis Wernham
- Sabicea caminata N. Hallé
- Sabicea camporum Sprague
- Sabicea cana Hook. f.
- Sabicea cana var. cana
- Sabicea cana var. pedunculata ex Liede, Meve & S.A. Khan
- Sabicea capitellata Benth.
- Sabicea carbunica N. Hallé
- Sabicea cauliflora Hiern
- Sabicea chiapensis Liede, Meve & S.A. Khan
- Sabicea chocoana C.M. Taylor
- Sabicea cinerea Aubl.
- Sabicea colombiana Wernham
- Sabicea composita Wernham
- Sabicea congensis Wernham
- Sabicea cordata Hutch. & Dalziel
- Sabicea costaricensis Wernham
- Sabicea crinita A. Rich.
- Sabicea cruciata Wernham
- Sabicea crystallina (N. Hallé) Zemagho, O. Lachenaud & Sonké
- Sabicea cuneata Rusby
- Sabicea dewevrei De Wild. & T. Durand
- Sabicea dewildemaniana Wernham
- Sabicea dinklagei K. Schum.
- Sabicea discolor Stapf
- Sabicea diversifolia Pers.
- Sabicea domingensis Urb. & Ekman
- Sabicea dubia Wernham
- Sabicea duparquetiana Baill. ex Wernham
- Sabicea edulis (Rich.) Seem.
- Sabicea efulenensis (Hutch.) Hepper
- Sabicea elliptica (Schweinf. ex Hiern) Hepper
- Sabicea entebbensis Wernham
- Sabicea erecta Rusby
- Sabicea eriantha DC.
- Sabicea exellii G. Taylor
- Sabicea ferruginea (G. Don) Benth.
- Sabicea flagenioides Wernham
- Sabicea flavida Krause
- Sabicea floribunda K. Schum.
- Sabicea fulva Wernham
- Sabicea fulvovenosa R.D. Good
- Sabicea gabonica (Hiern) Hepper
- Sabicea geantha Hiern
- Sabicea geophiloides Wernham
- Sabicea gigantea Wernham
- Sabicea gigantistipula K. Schum.
- Sabicea gilletii De Wild.
- Sabicea glabrescens Benth.
- Sabicea globifera Hutch. & Dalziel
- Sabicea glomerata Wernham
- Sabicea golgothae O. Lachenaud & Zemagho
- Sabicea goossensi De Wild.
- Sabicea gracilis Wernham
- Sabicea grandifolia Steyerm.
- Sabicea grisea Cham. & Schltdl.
- Sabicea guianensis (Aubl.) Baill.
- Sabicea harleyae Hepper
- Sabicea henningsiana Büttner
- Sabicea hierniana Wernham
- Sabicea hirsuta Kunth
- Sabicea hirta Sw.
- Sabicea homblei De Wild.
- Sabicea humilis S. Moore
- Sabicea ingrata K. Schum.
- Sabicea insularis (Wernham) G. Taylor ex Mildbr.
- Sabicea jacfelicis (N. Hallé) Zemagho, O. Lachenaud & Sonké
- Sabicea johnstonii K. Schum. ex Wernham
- Sabicea klugii Standl.
- Sabicea kolbeana Büttner
- Sabicea lanata (Wernham) Hepper
- Sabicea lanuginosa Wernham
- Sabicea lasiocalyx Stapf
- Sabicea laurentii De Wild.
- Sabicea laxa Wernham
- Sabicea leucocarpa (K. Krause) Mildbr.
- Sabicea leucotricha Krause
- Sabicea liberica Hepper
- Sabicea liesneri Steyerm.
- Sabicea linderi (Hutch. & Dalziel) Bremek.
- Sabicea lindmaniana Wernham
- Sabicea longipetiolata De Wild.
- Sabicea loxothyrsus K. Schum. & Dinkl. ex Stapf
- Sabicea mabouniensis O. Lachenaud & Zemagho
- Sabicea macrophylla (Kunth) Steud.
- Sabicea mapiana Zemagho, O. Lachenaud & Sonké
- Sabicea marojejyensis Razafim. & J.S. Mill.
- Sabicea mattogrossensis Wernham
- Sabicea medusula K. Schum. ex Wernham
- Sabicea mexicana Wernham
- Sabicea mildbraedii Wernham
- Sabicea mollis K. Schum. ex Wernham
- Sabicea mollissima Benth.
- Sabicea moorei Wernham
- Sabicea moralesii Griseb.
- Sabicea morillorum Steyerm.
- Sabicea mortehani De Wild.
- Sabicea multibracteata J.B. Hall
- Sabicea najatrix N. Hallé
- Sabicea ndjoleensis Zemagho, O. Lachenaud & Sonké
- Sabicea neglecta Hepper
- Sabicea nobilis R.D. Good
- Sabicea novogranatensis K. Schum.
- Sabicea oblongifolia (Miq.) Steyerm.
- Sabicea orientalis Wernham
- Sabicea panamensis Wernham
- Sabicea pannosa Wernham
- Sabicea paraensis (K. Schum.) Wernham
- Sabicea parmentierae Zemagho, O. Lachenaud & Sonké
- Sabicea parva Wernham
- Sabicea parviflora K. Schum. ex Wernham
- Sabicea pearcei Wernham
- Sabicea pedicellata Wernham
- Sabicea perrottetii A. Rich.
- Sabicea pilosa Hiern
- Sabicea proselyta (N. Hallé) Razafim., B. Bremer, Liede & S. Aham. Khan
- Sabicea pseudocapitellata Wernham
- Sabicea pumila Bartl. ex DC.
- Sabicea purpurea A. Rich.
- Sabicea pyramidalis L. Andersson
- Sabicea reflexa Standl.
- Sabicea robbii Wernham
- Sabicea romboutsii Bremek.
- Sabicea rosea Hoyle
- Sabicea rufa Wernham
- Sabicea sanguinosa (N. Hallé) Razafim., B. Bremer, Liede & S. Aham. Khan
- Sabicea sastrei Steyerm.
- Sabicea schaeferi Wernham
- Sabicea schumanniana Büttner
- Sabicea sciaphilantha Zemagho, O. Lachenaud & Sonké
- Sabicea segregata Hiern
- Sabicea setiloba Wernham
- Sabicea setosa A. Rich.
- Sabicea setta Wernham
- Sabicea seua Wernham
- Sabicea smithii Wernham
- Sabicea solitaria J.B. Hall
- Sabicea speciosa K. Schum.
- Sabicea speciosissima K. Schum.
- Sabicea stellaris Dwyer
- Sabicea stenantha K. Krause
- Sabicea sthenula (N. Hallé) Razafim., B. Bremer, Liede & S. Aham. Khan
- Sabicea stipularioides Wernham
- Sabicea stipularis Sessé & Moc.
- Sabicea subinvolucrata Wernham
- Sabicea surinamensis Bremek.
- Sabicea talbotii Wernham
- Sabicea tchapensis K. Krause
- Sabicea tersifolia (N. Hallé) Zemagho, O. Lachenaud & Sonké
- Sabicea thomensis Joffroy
- Sabicea thyrsiflora L. Andersson
- Sabicea tillettii Steyerm.
- Sabicea tomentosa A. Rich.
- Sabicea trailii Wernham
- Sabicea traillii Wernham
- Sabicea trianae Wernham
- Sabicea trichochlamys K. Schum.
- Sabicea triflora DC.
- Sabicea trigemina K. Schum.
- Sabicea trinitensis Standl.
- Sabicea umbellata (Ruiz & Pav.) Pers.
- Sabicea umbrosa Wernham
- Sabicea urbaniana Wernham
- Sabicea urceolata Hepper
- Sabicea urniformis Zemagho, O. Lachenaud & Sonké
- Sabicea velutina Benth.
- Sabicea venezuelensis Steyerm.
- Sabicea venosa Benth.
- Sabicea verticillata Wernham
- Sabicea villosa Schult.
- Sabicea vogelii Benth.
- Sabicea xanthotricha Wernham